# Roger De Coster
Roger De Coster (Uccle, Bruselas, Bélgica, 28 de agosto de 1944), es un expiloto de motocross profesional belga. Compitió en el Campeonato Mundial de Motocross desde 1966 hasta 1980.  De Coster fue cinco veces campeón del mundo de motocross en la categoría de 500cc.

## Trayectoria
Roger De Coster era hijo de un trabajador de una planta siderúrgica y miembro de una familia de cuatro hermanos, la familia de Roger no podía permitirse financiarle su afición a las motos. Finalmente, a los 17 años se pudo comprar una a base de trabajar seis días a la semana mientras todavía iba a la escuela. Comenzó a competir con una Flandria de 50cc antes de sustituirla por una Itom. Después de su primera temporada de carreras, empezó a competir en trial con el fin de llenar el paro invernal. 
Su principal rival en las competiciones de trial era el futuro piloto de Fórmula 1 Jacky Ickx. En 1963, durante su primera temporada en el campeonato belga de trial de 50cc, Ickx quedó por delante suyo. En 1964, en cambio, sería un año excepcional para De Coster, ya que ganó este campeonato ante Ickx, más el campeonato belga de motocross de 500cc en categoría júnior y una medalla de oro en los ISDT. La experiencia en trial mejoró su habilidad de pilotaje sobre terreno húmedo y resbaladizo, lo que fue un gran activo durante su carrera en motocross. 
De Coster entró a trabajar en el departamento de garantía de ČZ, compaginándolo con la competición. En 1966 ganó el Campeonato belga de motocross de 500cc con una CZ, pero su primera incursión en el Campeonato del Mundo de ese año se truncó debido a las lesiones que sufrió en una caída. De Coster, sin embargo, quedó impresionado por la minuciosa preparación de la motocicleta y el eficiente estilo de pilotaje de los pilotos suecos del momento, como el del campeón mundial Torsten Hallman. Observó cómo éste absorbía los saltos con su cuerpo por lo que su moto volaba a la mitad de la altura de sus rivales, lo que permitía que el neumático trasero empezara a aplicar la tracción al suelo más bien. De Coster era conocido por su estilo de pilotaje suave y controlado y su férrea disciplina de entrenamiento, en la que priorizaba la preparación física. Este régimen de entrenamiento le proporcionó la resistencia que le permitía disputar la mayor parte de la carrera con el pelotón antes de aumentar el ritmo repentinamente, hacia la victoria, cuando los otros corredores empezaban a cansarse.
Las exitosas actuaciones de De Coster le valieron el patrocinio de la fábrica CZ para la temporada de 1967, en la que terminó el año en quinto lugar final en el campeonato mundial de 500cc. En 1968, De Coster logró su primera victoria en Gran Premio al vencer en Italia en la categoría de 500cc y de nuevo, terminó la temporada en quinto lugar, resultado que repitió la temporada de 1969 por tercera vez consecutiva. Fue entonces cuando empezó a sentirse abandonado por la falta de apoyo de CZ. En 1970 cambió de cilindrada y disputó el campeonato mundial de motocross de 250cc. Esa temporada marcaría el inicio de la batalla de De Coster con su eterno rival Heikki Mikkola, batalla que duró toda su carrera. Los dos miembros del equipo oficial de Suzuki, Joël Robert y Sylvain Geboers, terminaron primero y segundo en el campeonato, con De Coster tercero por sólo un punto de ventaja sobre Mikkola. 
Tras la temporada de 1970, De Coster tomó la decisión de dejar el equipo CZ debido a su continuada carencia de apoyo. Entonces se incorporó al equipo de fábrica de Suzuki, donde desde 1970 ya estaba compitiendo en 250cc, fue con Suzuki la marca con la que De Coster lograría sus mayores éxitos. Mientras que la CZ era ya una moto ganadora más que probada, De Coster se fue a Suzuki sabiendo que debería ayudarles a desarrollar su primera moto de motocross de 500cc, pero quedó impresionado por su voluntad y capacidad para realizar los cambios en la moto que les solicitaba. La victoria de De Coster en el Gran Premio inaugural de la temporada de 1971 en Italia, dio a Suzuki la primera victoria de una marca japonesa en un Gran Premio de motocross de 500cc. Sus principales rivales aquella temporada eran Åke Jonsson, Adolf Weil, Paul Friedrichs y Bengt Åberg. Llegados a la última cita de la temporada, Jonsson mantenía una ligera ventaja sobre De Coster, pero una vez en plena carrera, la bujía del sueco falló y eso permitió a De Coster ganar la carrera y el título mundial. 
En 1972, cuando las reglas de la FIM todavía no imponían límites de peso a las motos, Suzuki y De Coster pudieron desarrollar una moto extremadamente ligera que ganó 6 de los 12 Grandes Premios y el Campeonato Mundial. De cara a 1973, sin embargo, la defensa del campeonato mundial se le complicó al belga cuando la FIM anunció un nuevo límite de peso mínimo para las motos de 209 libras (94,8 kg), justo antes del inicio de la temporada. Los fabricantes de motocicletas europeos que competían en el campeonato se habían quejado a la FIM de que Suzuki estaba gastando millones de dólares para construir motos ligeras con las que aquellos pequeños fabricantes encontraban imposible poder competir. Suzuki ya había desarrollado y construido su moto, así que no hubo tiempo para construir una nueva y se optó por añadir lastre a la motocicleta. Desgraciadamente, estas alteraciones hicieron que las motocicletas no estuvieran equilibradas y que perdieran tracción. 
Por si fuera poco, Maico y Yamaha habían desarrollado nuevas suspensiones posteriores con desplazamientos más largos que ayudaban a transferir la potencia a la rueda trasera sobre terreno accidentado. Los directivos de Suzuki consideraban que la FIM trataba injustamente a la marca y reaccionaron con lentitud a las iniciativas de los demás fabricantes. La frustración de los japoneses por este supuesto trato injusto provocó un bajón de apoyo al equipo y sus pilotos, De Coster y Sylvain Geboers, decidieron atacar la cuestión personalmente modificando los chasis de las motos y desarrollando nuevas suspensiones posteriores. 
Llegados al final de la temporada, en Sint Anthonis , Países Bajos, Willy Bauer (Maico) encabezaba el campeonato. El circuito de Sint Anthonis estaba compuesto por profundos arenales que consumían mucha energía de los motores y aumentaban su consumo de combustible. Un ingeniero de Suzuki calculó que los depósitos de gasolina de su motocicleta no tenían suficiente capacidad para terminar la carrera. De Coster cogió uno de sus depósitos y condujo dos horas y media para modificarlo para aumentar su volumen. Luego regresó al circuito y llegó a tiempo para la carrera. Pese a haber dormido poco, De Coster logró dos cuartos puestos, mientras que Bauer sufrió un fallo mecánico que dio al belga su tercer campeonato mundial consecutivo de 500cc, sólo dos puntos por delante de Bauer.
De cara a la temporada de 1974 , Suzuki proporcionó a De Coster motocicletas con nuevos motores y un sistema de suspensión mejorado, pero el resultado era poco fiable debido a algunos errores durante el desarrollo de las nuevas motocicletas. De Coster se encontró una fuerte oposición del piloto oficial de Husqvarna, Heikki Mikkola, y ambos pilotos dominaron el campeonato de forma abrumadora, logrando entre ambos 17 victorias a las 22 mangas. Mikkola ganó los cuatro primeros Grandes Premios, hasta que De Coster pudo ganar en Checoslovaquia. Mientras que la Husqvarna de Mikkola mostraba una perfecta fiabilidad mecánica y terminaba todas las carreras, la Suzuki de De Coster sufrió averías mecánicas en cinco de ellas. Mikkola se perdió el Gran Premio de Alemania después de lesionarse en los entrenamientos, lo que permitió a De Coster reducir la ventaja del finlandés a sólo 10 puntos a falta de los dos últimos Grandes Premios de la temporada. Por último, en el Gran Premio de Luxemburgo, De Coster administraba la carrera manteniéndose entre el grueso de los corredores para acabar con suficientes puntos para ser campeón, hasta que su Suzuki sufrió problemas de motor y tuvo que abandonar, perdiendo así el título mundial ante Mikkola por 9 puntos. De Coster fue magnánimo en la derrota, afirmando que Mikkola se merecía ganar aquel campeonato mundial. Terminada la temporada, en otoño, De Coster se trasladó a Estados Unidos para participar en la Trans-AMA , donde logró cuatro victorias y se llevó el torneo por delante de su compañero de equipo en Suzuki, Gerrit Wolsink. 
De Coster y Suzuki regresaron con la misma moto para la temporada de 1975, aunque más equilibrada y fiable después de un año de trabajo de desarrollo. De Coster ganó 12 de 24 mangas durante la temporada y se proclamó campeón del mundo por cuarta vez, siendo Mikkola subcampeón. Por segundo año consecutivo, en otoño ganó la Trans-AMA en Estados Unidos. El equipo de Husqvarna pidió a Mikkola que compitiera en el campeonato mundial de 250cc en 1976, lo que dejó el título de 500cc ese año entre De Coster y su compañero de equipo Wolsink. El holandés obtuvo siete victorias contra las nueve de De Coster, con lo que ambos pilotos llegaron con opciones de proclamarse campeones en el último Gran Premio del año, Luxemburgo, donde De Coster logró suficientes puntos para revalidar la corona. Era su quinto campeonato mundial de 500cc. También ganó por tercer año consecutivo la Trans-AMA. 
El gran rival de De Coster, Mikkola, volvió a la categoría de 500cc para la temporada de 1977, esta vez como piloto del equipo de fábrica de Yamaha. De Coster ganó el Gran Premio inaugural en Austria, pero después Mikkola y Yamaha pasaron a dominar la temporada ganando 8 de los 12 Grandes Premios, consiguiendo el título y relegando a De Coster al segundo puesto. El belga regresó a los Estados Unidos. tras el mundial y ganó una cuarta edición consecutiva de la Trans-AMA . En 1978 , De Coster resultó gravemente lesionado en un accidente durante los entrenamientos de pretemporada y tuvieron que extirparle el bazo. De Coster se recuperó, pero la pérdida del bazo afectó a su estado físico y cayó al quinto puesto final del campeonato mundial de 500cc, mientras que Mikkola revalidó su título de campeón del mundo. Acabada la temporada, De Coster fue sexto en la Trans-AMA . 
La de 1979 sería la última temporada de De Coster con el equipo Suzuki. Solo ganó una manga en el Gran Premio de Bélgica y acabó el mundial en el sexto puesto final. Después de que Suzuki declinara de renovarle el contrato, el belga aceptó una oferta del equipo de competición de Honda. Con esta marca corrió su última temporada en 1980 y terminó su carrera deportiva con nota destacada, ganando su última carrera y la del campeonato de ese año, el Gran Premio de Luxemburgo. 
A mediados de la década de 1970, Roger De Coster se había consolidado como el mayor piloto de motocross del siglo xx. También fue cuatro veces ganador de la Trans-AMA, nueve veces campeón estatal belga y miembro de seis equipos belgas ganadores del Motocross de las Naciones.
En 1999, fue incluido en el Salón de la Fama del Motociclismo de la AMA . En 2010, fue nombrado Leyenda de la FIM por sus logros en el motociclismo.

## Palmarés
- Campeón del Mundo en 1971 de 500cc.
- Campeón del Mundo en 1972 de 500cc.
- Campeón del Mundo en 1973 de 500cc.
- Campeón del Mundo en 1975 de 500cc.
- Campeón del Mundo en 1976 de 500cc.